# Werner Proske
Werner Jerzy Proske (ur. 27 maja 1933 w Gliwicach, zm. 5 grudnia 2021 w Łodzi) – polski lekkoatleta, sprinter i płotkarz.

## Życiorys
W 1951 ukończył liceum ogólnokształcące w Mikołowie.
Jako lekkoatleta specjalizował się w biegu na 400 metrów i biegu na 400 metrów przez płotki. Był mistrzem Polski w sztafecie 4 × 400 metrów w 1956, wicemistrzem w sztafecie 4 × 400 metrów w 1955 i w biegu na 400 metrów przez płotki w 1956 oraz brązowym medalistą w biegu na 400 metrów w 1956 i 1957.
W latach 1955–1961 dziewiętnaście razy reprezentował Polskę podczas meczów lekkoatletycznych, odnosząc jedno zwycięstwo indywidualne.
Czterokrotnie ustanawiał rekordy Polski w sztafecie 4 × 400 metrów: trzykrotnie w reprezentacji do wyniku 3:08,7 (7 września 1957 w Warszawie), a także raz w sztafecie klubowej.
Pochowany na cmentarzu Matki Boskiej Nieustającej Pomocy w Łodzi.

## Rekordy życiowe
Źródło:
| Konkurencja                     | Data i miejsce               | Wynik  |
| ------------------------------- | ---------------------------- | ------ |
| bieg na 200 metrów              | 19 czerwca 1959, Wrocław     | 22,2   |
| bieg na 400 metrów              | 8 czerwca 1957, Warszawa     | 47,4   |
| bieg na 800 metrów              | 21 sierpnia 1955, Wrocław    | 1:52,4 |
| bieg na 200 metrów przez płotki | 25 czerwca 1961, Gliwice     | 24,9   |
| bieg na 400 metrów przez płotki | 10 lipca 1960, Bielsko-Biała | 52,6   |